# Tadel (Visselhövede)
Tadel ist eine Ortschaft des Ortsteils Bleckwedel der niedersächsischen Stadt Visselhövede im Landkreis Rotenburg (Wümme), der an der Grenze zum Landkreis Verden an der Landesstraße 171 liegt. Dem Volksmund nach soll im Bereich des heutigen Tadels der Ursprungsort des Kwake, einer mittelalterlichen Bezeichnung des Weißbrotes, sein. Durch Tadel verläuft die Bahnstrecke Uelzen–Langwedel. 
Der  einstellige Hof Tadel gehört zusammen mit dem Königshof und den Ortschaften Bleckwedel, Lehrden und Egenbostel zum Ortsteil ("Altgemeinde") Bleckwedel, der am südwestlichen Rand des Visselhöveder Stadtgebietes liegt und  an die Landkreise Verden und Heidekreis grenzt.